# Кобишница
Кобѝшница е село в Сърбия, община Неготин. През 2022 година селото има 887 жители. Селото е разположено на 7 км от общинския център Неготин, на 6,5 км от границата с България и на 6,5 км от устието на река Тимок.

## География
Селото е разположено в историко-географската област Тимошко в Източна Сърбия, на левия бряг на река Ясеница, десен приток на Дунав. Кобишница не граничи с Дунав, а с Тимок. Районът има равнинно-хълмист релеф, като земеделските земи се редуват с малки гористи участъци около река Тимок и в северните склонове на Балейското бърдо. На север в непосредствена близост е разположено село Буковче, като само улица „Хайдук Велкова“ ги разделя. На изток е границата с България посредством река Тимок. На юг е хълмът Балейско бърдо (161 м) и зад него е село Мокране. Източно е разположен общинският център град Неготин. Надморската височина в селото е между 41 м около река Ясеница и 52 м на площада. Най-високата точка в землището е връх Балейско бърдо със своите 161 м, а най-ниската е 35 м около река Ясеница. Климатът е умерено континентален, с горещи лета, студени зими и сравнително равномерни валежи през годината. По-известните местности са: Стара Кобишница, Кобишничко поле, Лунка, Стучер, Орловац, Острова, Селище, Маславице и др.

## Население
Населението е смесено, с преобладаващи сърби и значителна общност от власи, както и представители на други етнически групи (румънци, мюсюлмани, югославяни и българи). Демографските тенденции показват умерено намаляване на населението в резултат на миграция и застаряване. Според преброяването от 2022 г. в Кобишница живеят 887 жители, което е с 261 по-малко от 2011 г., когато при преброяването има 1148 жители. Селището има 818 пълнолетни жители, а средната възраст на населението е 56,34 години (54,68 за мъжете и 57,77 за жените). Според преброяването от 2022 г. в селото има 402 домакинства, а средният брой членове на домакинство е 2,21, като според същото преброяване в селото има 878 жилищни единици, от които 561 са обитаеми. През 2007 г. 800 жители от това селище са временно на работа в чужбина (Германия, Швейцария).
| Година | Жители |
| ------ | ------ |
| 1948   | 2854   |
| 1953   | 2935   |
| 1961   | 2915   |
| 1971   | 2876   |
| 1981   | 2778   |
| 1991   | 2507   |
| 2002   | 2356   |
| 2011   | 1148   |
| 2022   | 887    |

## История
Счита се за старо селище със значителни следи от древността. В района са открити останките от манастира „Света Троица“, споменат в турски източници през 1672 г. Кобишница е спомената в турското преброяване от 1530 г. като селище с 30 къщи. През 1726 г. в Кобишница е имало 90 къщи, през 1846 г. има 278 къщи, през 1924 г. има 471 къщи. Първоначалното селище е основано на сегашното си място, откъдето е преместено през втората половина на XVIII и началото на XIX век (поради „гнета на кърджалиите“) на място, наречено Селище (между 1751 и 1795 г.), а след това се връща обратно на сегашното си местоположение. Споменава се като „пусто място“ в началото на XVIII век на картата на Лангер. Сегашното селище е разделено на следните области: Гламея (Бърдо – Горни Край), Скапац и Дони Край (Вале). Историческите записи сочат, че по време на австрийската окупация и двете селища, Буковче и Кобишница, са били пусти и само няколко години по-късно („Тимишварският банат“) са били заселени. Блатската „йеруния“, т.е. Кобишница и Буковче, е имала 63 къщи през 1723 г., като броят им почти се е утроил през 1736 г., което показва, че по това време е имало голям приток на имигранти. Въз основа на това най-старите семейства или са имигрирали през XVIII век, или са се завърнали от Румъния.

## Икономика и земеползване
Местната икономика е основно селскостопанска, с традиционно земеделие, лозарство и животновъдство (свиневъдство). В селото произвежда алуминиева дограма и малки електроуреди, предлагат се дърводелски, авторемонтни и транспортни услуги. Благодарение на плодородните почви, тип смолници и умерения климат в района се отглеждат зърнени култури, зеленчуци, плодове и тютюн. Развива се и дребномащабен занаятчийски труд. Част от населението работи в Неготин или в пограничните райони на България и Румъния. Земеделската кооперация в Кобишница, основана през 1901 г. (подновявана през 1919 г., 1945 г. и 1954 г.), е действала под името Земеделска кооперация „Слога“ Кобишница. От 1960 г. към нея се обединяват земеделските кооперации от Буковче и Сърбово. От 1949 г. до 1953 г. в Кобишница действа и Селска трудова кооперация под името „Адам Везурич“. Селището получава културен дом през 1951 г. Основно училище „Стеван Мокраняц“ е едно от най-старите училища в района. Началото си води от 1867 г. По това време не е имало сграда, в която да се осъществява процесът на възпитание и образование. В началото на ХХ век (1907 г.) са построени училищните сгради в Кобишница и Буковче. В момента в училището има 120 ученици, разпределени в 9 паралелки, учителският състав е съставен от 8 учители и 16 възпитатели.

## Култура, традиции и спорт
В селото се запазват традиционни фолклорни и религиозни обичаи, характерни за Тимочка Крайна. Етнокултурното наследство се изразява в местната музика, облекло, кухня и празници. Значителна част от жителите говорят и влашки език, който е разновидност на румънския. Съборът на селото е Спасовден. Старата дървена църква в селото, която е била посветена на Свети Николай, се срутва през 1850 г. След нея през 1874 г. е построена нова, посветена на Светите апостоли Петър и Павел. Осветена е от Тимошкия епископ Евгений. Днес енорията се обслужва от Протойерей Трандафир Янкович. Населението на Кобишница е православно, при преброяването се е обявило за сръбско и се е занимавало предимно със земеделие и животновъдство. Антропогеографските и етнологичните проучвания го класифицират като влашко селище. В селото хората се определят по родове и честват своите празници по църковния календар. По-известни от тях са: Филипещи, Боболанещи, Маркулещи, Стойкочещи, Миещи, Опрещи, Стойкулещи, Йованещи, Райчичи, Райковичи, Попещи, Бугаревичи, Думитричи, Броскичи, Барбуловичи, Пешулещи, Бекирещи, Радуловичи, Грекуловичи, Олчани и др.
В селото дейност развива футболен клуб „Слога“ с председател Драголюб Ивашкович, състезаващ се в Окръжна лига Бор.

## Транспорт и инфраструктура
Кобишница е достъпна по път, който я свързва с общинския център Неготин и с пограничния пункт при Брегово (България). През южната част на селото минава железопътна линия от регионално значение. В селото има основни обществени услуги – училище, поща, здравен пункт, магазини, кафенета и бензиностанция. В селото са изградени електрическо осветление от 1956 г., телефонни връзки от 1970 г., асфалтов път от 1975 г. и водоснабдяване от 1996 г.

## Забележителности
Селото предлага възможности за селски туризъм, с пейзажи, характерни за Източна Сърбия – равнини, реки и леки възвишения. В района има останки от стари чешми, мостове и селски къщи в традиционен стил. Провеждат се ежегодни селски събори и се честват местните влашки празници. Близостта до река Тимок създава възможност за екотуризъм. Място за отдих в селото е Чарлиевия парк, а основна забележителност е църквата „Свети Апостоли Петър и Павел“.

## Галерия
- Гробище
- Изглед от селото
- Жилищна сграда
- На влизане от България
- Магазин в селото
- Чешма в селото
- ОУ „Стефан Мокраняц“
- Паметник на загиналите борци от с. Кобишница 1944 – 1946
- Паметник на загиналите от с. Кобишница през Първата Световна война
- Паметник на Кръсте Райкович
- Православен храм Свети Апостоли Петър и Павел
- Кръст край пътя
- Кладенец с геранило
- Кръст край пътя за България